# Chiesa di Sant'Antonio Abate (Pozzo d'Adda)
La chiesa di Sant'Antonio Abate è la parrocchiale di Pozzo d'Adda, in città metropolitana e arcidiocesi di Milano; fa parte del decanato di Trezzo sull'Adda.

## Storia
La parrocchia di Pozzo d'Adda risultava eretta già all'epoca della visita pastorale dell'arcivescovo Carlo Borromeo alla fine del XVI secolo; essa dipendeva dalla pieve di Pontirolo.
Nel 1760 l'arcivescovo Giuseppe Pozzobonelli, compiendo la sua visita pastorale, trovò che la parrocchiale, in cui aveva sede la confraternita del Santissimo Sacramento, aveva come filiale oratorio della Visitazione della Beata Maria Vergine alla cascina Bettola e che il numero dei fedeli era pari a 562.
Dalla relazione della visita del 1896 dell'arcivescovo Andrea Carlo Ferrari si apprende che i fedeli erano 1498 e che la chiesa di Sant'Antonio Abate, la quale aveva alle sue dipendenze l'oratorio di Santa Elisabetta, era sede della confraternita del Santissimo Sacramento.
Alla fine di quel secolo, però, la chiesa barocca si rivelò insufficiente a soddisfare le esigenze dei parrocchiani. Così, nel 1899 iniziarono i lavori di costruzione del nuovo luogo di culto neoclassico; l'edificio venne poi terminato nel 1902. 
Nel 2000 la chiesa fu interessata dall'intervento di adeguamento alle norme postconciliari.

## Descrizione

### Esterno
La facciata a salienti della chiesa, rivolta a oriente, è suddivisa verticalmente in tre parti. Il corpo principale è suddiviso da una cornice marcapiano in due registri: quello inferiore, scandito da quattro lesene d'ordine ionico, presenta il portale maggiore e due nicchie con altrettante statue, mentre quello superiore, abbelito da due paraste angolari, è caratterizzato da una finestra a lunetta e coronato dal il timpano di forma triangolare. Sulle due ali laterali, concluse da semitimpani, si aprono gli ingressi secondari.
Annesso alla parrocchiale è il campanile a base quadrata, la cui cella presenta su ogni lato una monofora a tutto sesto ed è coronata dalla guglia piramidale poggiante sul tamburo a base ottagonale. Il campanile è dotato di un concerto di 5 campane in SI bemolle maggiore fuso dalla fonderia Bianchi di Varese nel 1912.

### Interno
L'interno dell'edificio si compone di tre navate, separate da colonne sopra le quali corre la trabeazione modanata e aggettante su cui si impostano le volte, a botte sulla navata centrale e piane su quelle laterali; al termine dell'aula si sviluppa il presbiterio, rialzato di alcuni gradini, ospitante l'altare maggiore e chiuso dall'abside semicircolare.